# Diablada Urus
La Diablada Artística Urus, más conocida por Diablada Urus o Diablada del Fuego, es una fraternidad folklórica que se dedica a bailar la diablada boliviana en el Carnaval de Oruro y otras entradas folklóricas de Bolivia.

## Trayectoria
La Diablada Artística Urus se fundó el 30 de marzo de 1960.En su documento fundacional se lee: 
En la ciudad de Oruro, a horas 20:00 del día 30 de marzo de 1960, a iniciativa de un grupo de jóvenes, bajo la presidencia ad-hoc de Antonio Avendaño Chávez y como secretario el señor Máximo Coca se resolvió organizar una entidad folklórica, cultural y religiosa bajo la denominación de Diablada Artística Urus, puesta en consideración de la concurrencia que suscriben al pie de la presenta acta.
Los fundadores se conocieron bailando en la Diablada del Círculo de Artes y Letras, actualmente extinta. 15 jóvenes se reunieron en la casa de Juan Herbas, luego de haber sido expulsados del mencionado Círculo de Artes y Letras, y decidieron fundar la Diablada Artística Urus.  
Actualmente, la fraternidad participa anualmente en el Carnaval de Oruro, pero también ha sido parte de otras festividades, como el Corso de corsos.Sus danzantes se caracterizan por sus pantaloes celestes y por incorporar en sus coreografías actos con fuego. Dentro de la diablada existen los siguientes bloques: Luciferes de Oro, Virtudes, Luciferes, Osos, Chinas Supay, Satanases, Ñaupa Chinas, Ñaupa Diablos, Diablesas, Chinas Doble Cara y Diablos.La fraternidad también cuenta con un bloque infantil.

## Reconocimientos
En 2012 recibió un reconocimiento del Senado de Bolivia en honor a sus 52 años.En 2018 el Senado volvió a reconocer el aporte cultural de la fraternidad al otorgarle la condecoración Franz Tamayo.